# Thiệu Trị
Thiệu Trị (chữ Hán: 紹治 16 tháng 6 năm 1807 – 4 tháng 11 năm 1847), húy là Nguyễn Phúc Dung (阮福曧), sau cải thành Nguyễn Phúc Miên Tông (阮福綿宗), là vị hoàng đế thứ ba của nhà Nguyễn nước Đại Nam. Ông kế vị vua cha là Minh Mạng, trị vì từ năm 1841 đến khi qua đời, tổng cộng gần 7 năm, được truy tôn miếu hiệu là Hiến Tổ (憲祖), thụy hiệu Thiệu Thiên Chương Hoàng Đế (紹天章皇帝). Trong thời gian trị vì ông chỉ sử dụng một niên hiệu là Thiệu Trị nên thường được gọi theo tên này.
Thiệu Trị được sử sách mô tả là một hoàng đế thông minh, tận tụy chăm lo việc nước, uyên bác Nho học, yêu thích thơ ca. Nhưng Thiệu Trị không đưa ra cải cách gì mới, chỉ duy trì các chính sách hành chính, kinh tế, giáo dục, luật pháp, quân sự... từ thời Minh Mạng. Khi Thiệu Trị lên ngôi, chính sách bành trướng của Minh Mạng đã khiến lãnh thổ Đại Nam đạt đến mức rộng nhất trong lịch sử. Đại Nam đô hộ vùng đông nam Chân Lạp, đặt ra Trấn Tây Thành nhưng sự hà khắc của quan quân Việt đã gây nên sự căm phẫn và nổi dậy liên miên của người Chân Lạp, chi phí quân sự khiến quốc khố ngày càng cạn kiệt. Thiệu Trị phải xuống lệnh rút quân khỏi Trấn Tây Thành. Liên quân Xiêm La-Chân Lạp nhân đó đánh phá biên giới Tây Nam, Thiệu Trị sai nhiều tướng giỏi như Lê Văn Đức, Nguyễn Tri Phương, Doãn Uẩn,... mang quân chống lại. Quân Đại Nam đánh bại Xiêm La rồi truy kích vào đất Chân Lạp, nhưng đất Trấn Ninh thì đã bị Xiêm La chiếm mất. Năm 1845, Đại Nam và Xiêm La ký hòa ước chia nhau quyền bảo hộ Chân Lạp, vùng biên phía Tây cuối cùng đã được tạm yên, nhưng cũng từ đây quá trình mở rộng lãnh thổ của người Việt bị dừng lại, lãnh thổ Đại Nam cũng bị thu hẹp khá nhiều so với thời Minh Mạng.
Sau khi kết thúc chiến tranh với Xiêm La, Thiệu Trị phải đương đầu với mối đe dọa xâm lược càng lúc càng gia tăng từ Pháp. Đỉnh điểm là trận cửa biển Đà Nẵng (1847) khi quân thuyền Pháp bắn chìm 5 chiếc thuyền đồng của thủy quân Đại Nam. Thất bại này khiến hoàng đế hết sức tức giận và lo lắng, nhưng cho đến khi chết, Thiệu Trị và quần thần vẫn không thể tìm ra phương sách hợp lý để đối phó. 10 năm sau cái chết của Thiệu Trị (1858), Pháp nổ súng xâm lược Đại Nam, mở đầu thời kỳ Việt Nam bị Pháp đô hộ.

## Thân thế
Vua Thiệu Trị có húy là Dung, sau khi vua Minh Mạng lập ra bài Đế hệ thi thì ông được đổi tên thành Miên Tông, khi lên ngôi lại đổi thành Nguyễn Phúc Tuyền. Ông sinh ngày 11 tháng 5 (âm lịch) năm Đinh Mão (1807), là Đích trưởng tử của vua Minh Mạng, mẹ là Tá Thiên Nhân Hoàng hậu Hồ Thị Hoa. Mới 13 ngày sau khi sinh hạ Miên Tông, bà Hồ Thị Hoa qua đời, Miên Tông được Hoàng tổ mẫu là Nhân Tuyên Hoàng thái hậu đích thân chăm sóc và nuôi dưỡng.
Những năm đầu Minh Mạng, hoàng trưởng tử Miên Tông được xuất các và đến Chí Thiện đường để học tập. Năm thứ 11 (1830), ông được vua cha phong làm Trường Khánh công. Năm 1837, ông kiêm nhiếp chức Tôn nhân phủ Tả tôn chính trông coi các việc trong hoàng thất.Theo sách "Quốc sử di biên" chép lại, khi Thiệu Trị chưa lên ngôi nhưng trong câu đối của ông đã báo trước về địa vị của người đứng đầu thiên hạ nay mai. Một hôm Thánh tổ ra câu đối "Long vi vạn vật chi linh, biến hóa phi đằng mặc trắc (nghĩa là: Rồng thiêng hơn vạn vật, biến hóa bay nhảy khôn lường)". Nghe xong Trường Khánh đối lại "Thiên nãi nhất nguyên chi khí, khôi hiệu phú đảo vô ngân (nghĩa là: Trời là khí nhất nguyên, rộng lớn che trùm tất cả)". Thánh tổ nghe xong vô cùng làm lạ, quý trọng lắm. Trong câu đối trên, Trường Khánh thể hiện được tầm nhìn lớn, bao quát thiên hạ
Năm Minh Mạng thứ 21 (1840), vua cho đúc các con thú bằng vàng để ban thưởng cho các hoàng thân anh em, các hoàng tử công và hoàng tử chưa được phong tước. Trường Khánh công được ban cho một con voi bằng vàng nặng 21 lạng và một con rồng có cánh bằng vàng nặng 7 lạng.

## Trị vì
Khi vua Minh Mạng qua đời, Nguyễn Phúc Miên Tông được di mệnh nối ngôi lấy niên hiệu là Thiệu Trị. Vua Thiệu Trị lên ngôi ngày 20 tháng 1 năm Tân Sửu (tức 11 tháng 2 năm 1841) ở điện Thái Hòa, vừa đúng 34 tuổi.
Phần nhiều sử sách nhận định vua Thiệu Trị là một người hiền hòa, siêng năng cần mẫn nhưng không có tính hoạt động như vua cha. Mọi định chế pháp luật, hành chính, học hiệu, điền địa và binh bị đều được sắp đặt khá quy củ từ thời Minh Mạng, Thiệu Trị chỉ áp dụng theo các định lệ của vua cha, ít có sự cải cách, thay đổi gì mới. Quan lại lúc bấy giờ có Trương Đăng Quế, Lê Văn Đức, Doãn Uẩn, Võ Văn Giải, Nguyễn Tri Phương và Lâm Duy Tiếp ra sức phò tá.

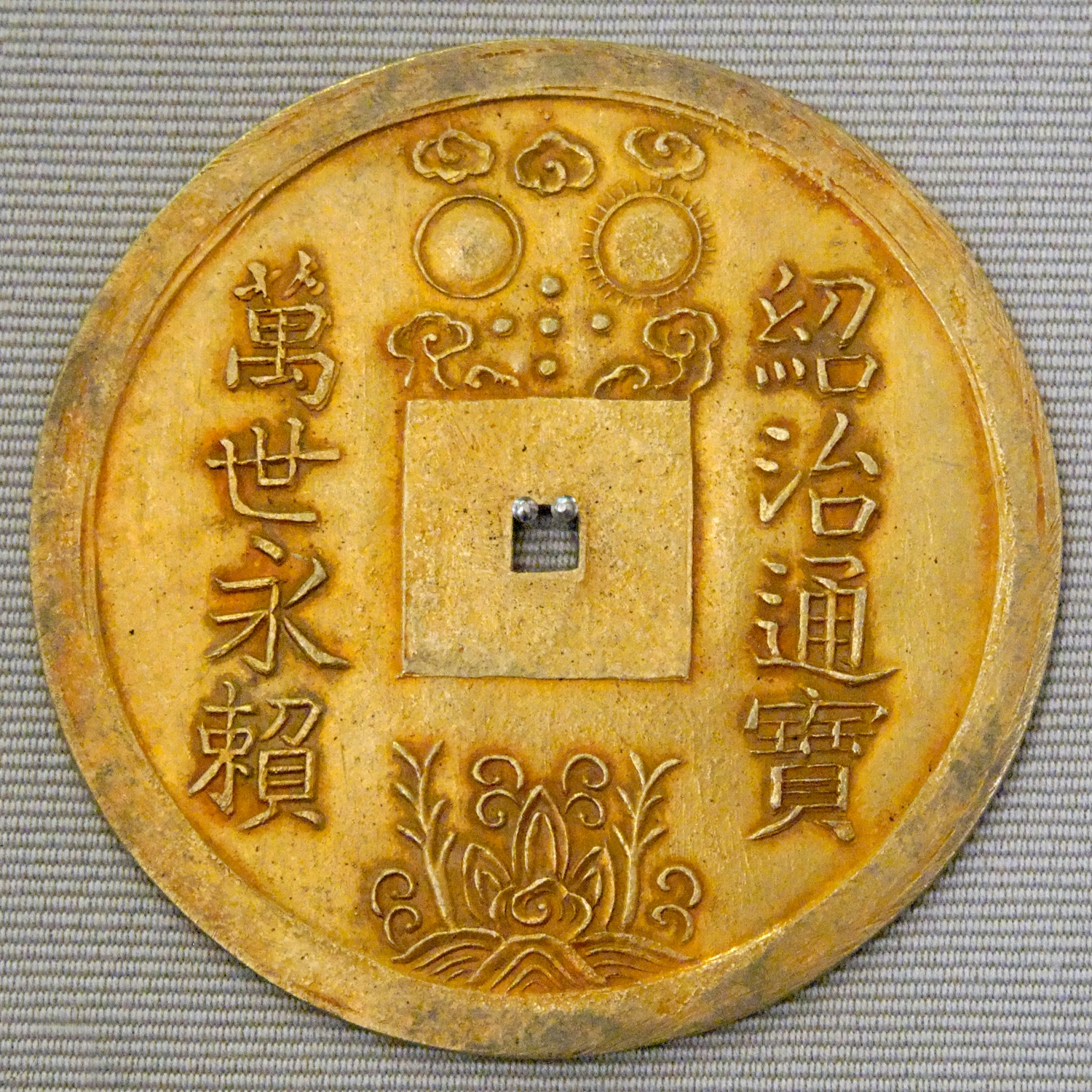
Tiền vàng thời Thiệu Trị.

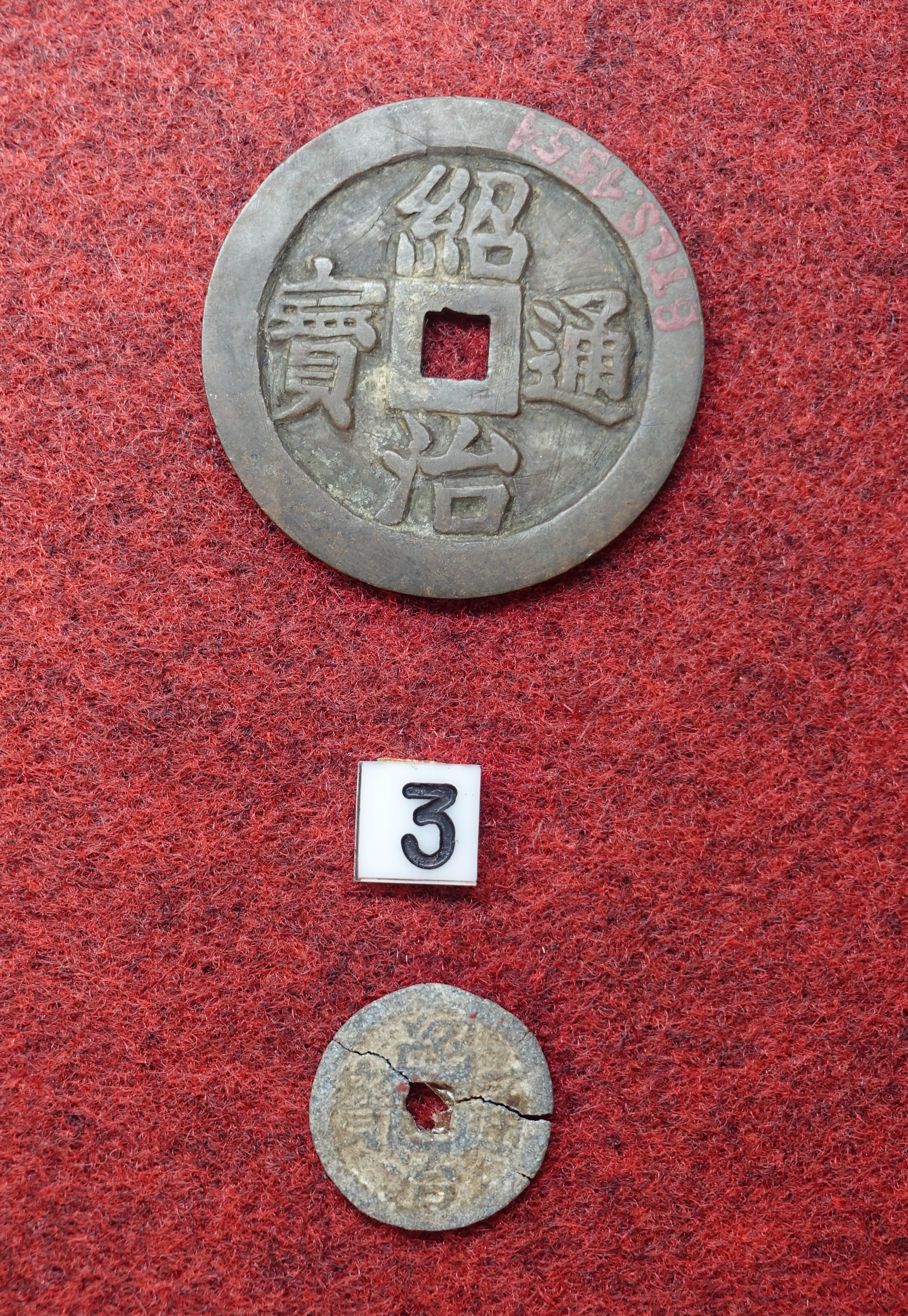
Thiệu Trị thông bảo.

Tuy nhiên, cũng nên hiểu rằng những cuộc chiến tranh, nổi dậy thời Thiệu Trị đa phần là do hậu quả từ thời vua Minh Mạng để lại.

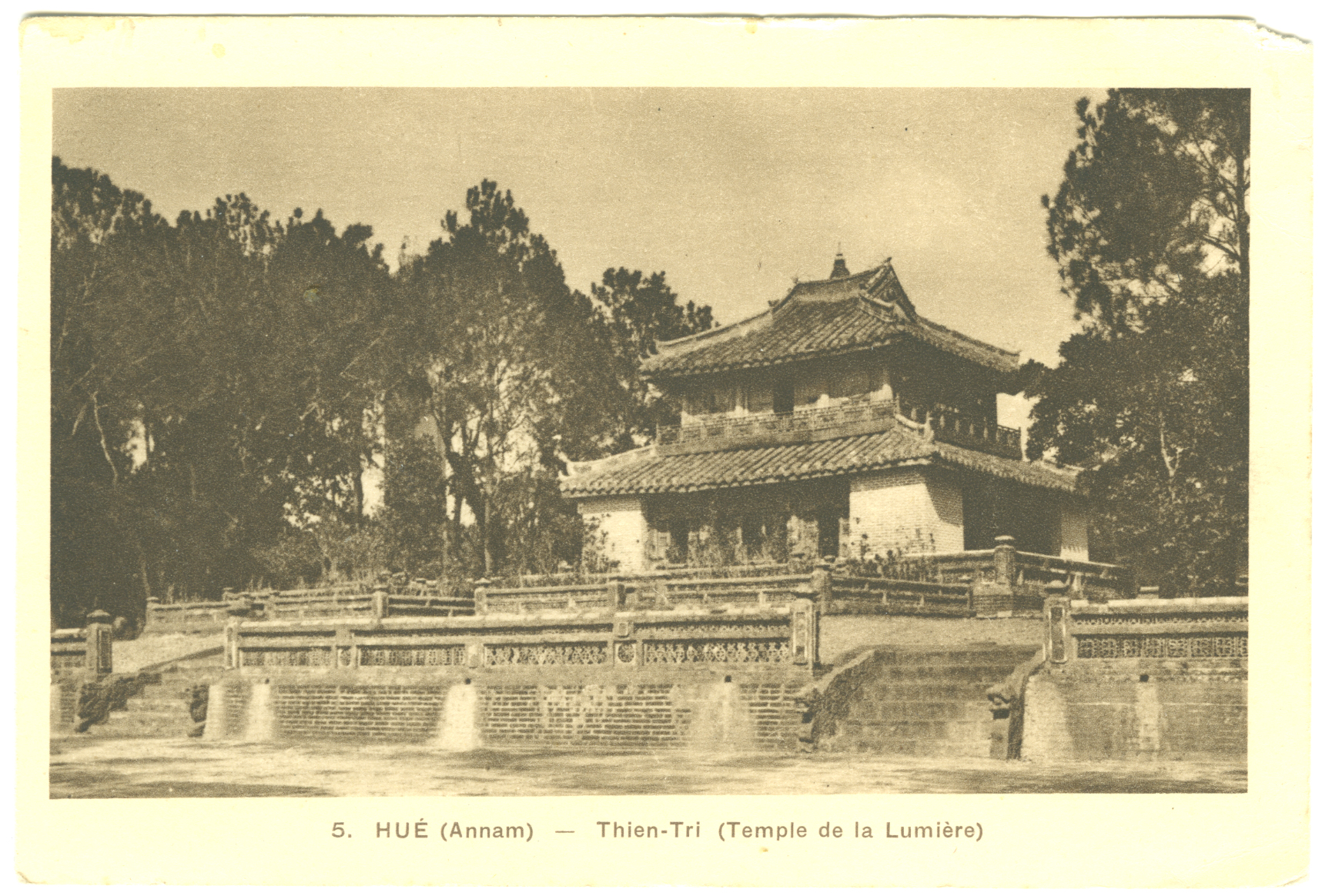
Lầu Đức Hinh tại Lăng Thiệu Trị.

### Văn chương

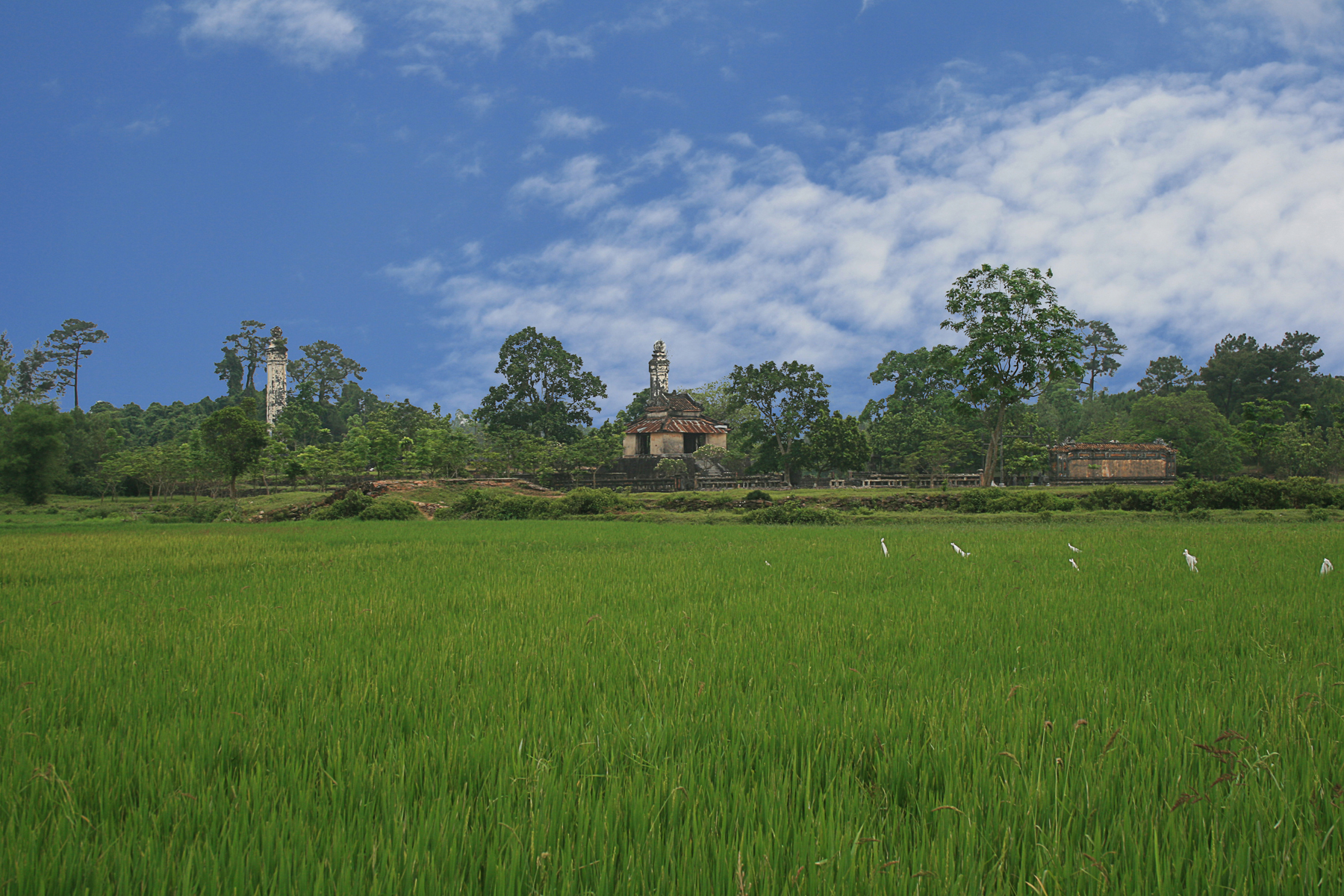
Lăng mộ Thiệu Trị.

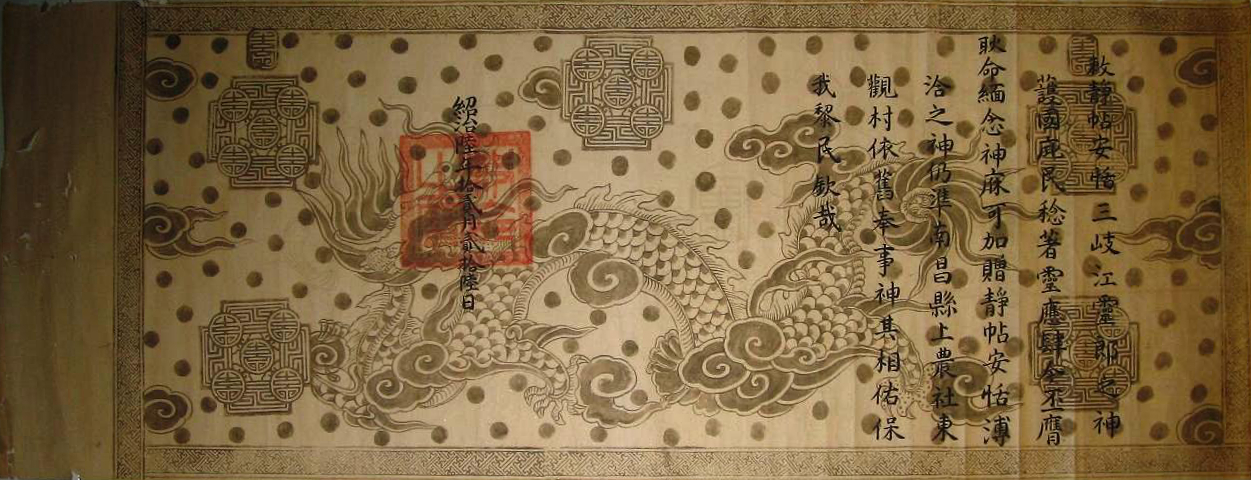
Một sắc lệnh của Vua Thiệu Trị

Thiệu Trị cũng nổi tiếng là một vị vua thi sĩ, có để lại rất nhiều bài thơ, nổi tiếng nhất là 2 bài thơ chữ Hán có tên là Vũ Trung Sơn Thủy (Cảnh trong mưa) và Phước Viên Văn hội lương dạ mạn ngâm (Đêm thơ ở Phước Viên). Cả hai bài không trình bày theo lối thường mà viết thành 5 vòng tròn đồng tâm, mỗi vòng tròn có một số chữ, đếm mỗi bài có 56 chữ, ứng với một bài thơ thất ngôn bát cú, nhìn vào như một "trận đồ bát quái", vua có chỉ cách đọc và đố là kiếm ra 64 bài thơ trong đó. Hiện nay các nhà ngôn ngữ, học giả đã tìm ra được 128 cách đọc.

### Nam Kỳ
Trong năm đầu tiên khi Thiệu Trị lên ngôi, đất Nam Kỳ liên tục nổi lên các cuộc khởi nghĩa chống lại triều đình. Đa số đều là các cuộc nổi dậy của người dân tộc Khmer. Nguyên nhân đều do chính sách đồng hóa và cai trị hà khắc từ thời Minh Mạng để lại.
Năm 1841, Lâm Sâm khởi binh ở Phủ Lạc Hóa (nay là Vĩnh Long và Trà Vinh), Sơn Tốt và Trần Lâm nổi dậy ở Ba Xuyên (nay là Sóc Trăng), các cuộc nổi loạn khác xảy ra ở Thất Sơn, Hà Tiên với sự trợ giúp của quân Chân Lạp và Xiêm La.
Triều đình phải vất vả cử binh đi dẹp loạn, tới cuối năm 1842 mới tạm bình định đất Nam Kỳ.

### Chân Lạp
Không như vua cha Minh Mạng, Thiệu Trị ít có tham vọng về mở rộng lãnh thổ và khuếch trương thanh thế.
Năm 1841, Thiệu Trị vừa lên ngôi, tình hình Chân Lạp rất bất ổn, dân Chân Lạp chống đối quan lại Đại Nam cai trị, còn đất Nam Kỳ liên tiếp có nổi loạn. Vua Thiệu Trị sau đó cho bỏ luôn phủ Quảng Biên và huyện Khai Biên (nay thuộc tỉnh Kampot và Sihanoukville).
Cũng trong năm 1841, quân Nguyễn bị liên quân Xiêm, Chân Lạp bao vây ở thành Trấn Tây (Phnom Pênh), có lời tâu của quân thứ Trấn Tây (Trương Minh Giảng, Phạm Văn Điển, Nguyễn Công Trứ, ...) xin tạm bỏ đất Trấn Tây Thành, rút quân về giữ An Giang. Triều đình (Tạ Quang Cự, Trương Đăng Quế, ...) cũng đồng tình, vua Thiệu Trị chấp thuận, tháng 9 năm Tân Sửu (1841) lệnh cho quân trấn thủ Trấn Tây rút quân về.
Nước Cao Miên được lập lại, vua mới là Sá Ong Giun (Ang Duong, em trai của vua cũ Nặc Chăn - Ang Chan II) làm Cao Miên quốc vương, cháu gái là Ngọc Vân (Ang Mey - con gái Ang Chan II) làm Cao Miên quận chúa. Nước Xiêm hùng mạnh thay thế Đại Nam để bảo hộ nước Cao Miên.
Việc làm này cũng đánh dấu sự từ bỏ tham vọng sáp nhập phần lãnh thổ phía Đông Chân Lạp vào bản đồ Đại Nam. Trương Minh Giảng vì việc này mà quá uất ức nên đã sinh bệnh, qua đời khi vừa rút binh về tới An Giang. Thiệu Trị nhân đó lại giáng thêm tội cho Trương Minh Giảng.
Nước Xiêm và Chân Lạp nhân đó tiếp tục gây hấn, xúi giục người dân tộc nổi loạn trong phần đất Nam Kỳ. Năm 1842, quân Xiêm nhân cơ hội Nam Kỳ có loạn, tiến đến tận Vĩnh Tế để phá rối Đại Nam, dẫn đến cuộc chiến Việt - Xiêm lần tiếp theo.
Đến tận năm 1845, sau khi quân Đại Nam tiến công truy đuổi quân Xiêm ngược lên lãnh thổ Cao Miên, hai nước Việt - Xiêm mới ký hòa ước, chấp nhận cùng bảo hộ nước Cao Miên.

### Nước Pháp và đạo Thiên Chúa
Từ khi Thiệu Trị lên ngôi thì việc cấm đạo Thiên Chúa bớt đi, nhưng triều đình vẫn không có cảm tình với Thiên Chúa giáo, và những giáo sĩ ngoại quốc vẫn còn bị giam ở Huế. Có người báo tin đó cho Trung tá Pháp là Favin Lévêque coi tàu Héroïne. Trung tá Favin Lévêque đem tàu vào Đà Nẵng xin cho năm người giáo sĩ được tha. Năm Thiệu Trị thứ 5, Ất Tỵ 1845, có người Giám mục là Dominique Lefèbvre phải án xử tử. Thiếu tướng nước Pháp là Cécile biết, sai quân đem tàu Alcmène vào Đà Nẵng đón Giám mục ra.

#### Sự kiện tàu chiến Pháp đánh Đà Nẵng năm 1847
Năm Đinh Mùi 1847, khi người Pháp biết rằng ở Huế không còn giáo sĩ bị giam nữa, mới sai Đại tá De Lapierre và Trung tá Rigault de Genouilly đem hai chiến thuyền vào Đà Nẵng, xin bỏ những chỉ dụ cấm đạo và để cho người trong nước được tự do theo đạo mới.
Khi hai bên còn đang thương nghị về việc này thì quan nước Pháp thấy thuyền của Đại Nam đóng gần tàu của Pháp và ở trên bờ lại thấy có quân đắp đồn lũy, nghĩ rằng có âm mưu bèn phát súng bắn đắm cả những thuyền ấy, rồi nhổ chạy ra biển. Vua Thiệu Trị thấy vậy tức giận, có dụ ra cấm người ngoại quốc vào giảng đạo và trị tội những người trong nước đi theo đạo. Những sự kiện này mở đầu "đường lối ngoại giao pháo hạm" của thực dân Pháp, báo hiệu trước những hành động xâm lược về sau này.
Theo Đại Nam thực lục: Đinh Mùi, Thiệu Trị năm thứ 7 [1847], mùa xuân, tháng 2 (âm lịch), có 2 chiếc quân thuyền của nước Phật Lan Tây [Pháp] đậu ở cửa biển Đà Nẵng, cầm đầu bởi Lạp Biệt Nhĩ [Đại tá Augustin de Lapierre] và Charles Rigault de Genouilly. Tham tri bộ Lễ là Lý Văn Phức không chịu nhận thư thương nghị, về Huế xin chỉ dụ. Có 5 chiếc thuyền đồng của quân Nguyễn bị kẹt lại trong cửa biển. Triều đình Thiệu Trị sai quân và 4 chiếc thuyền đồng đến làm kế đánh phá. Tháng 3 (âm lịch), quân Phật Lan Tây phát hiện âm mưu, liền ra tay đánh trước, làm chìm 5 thuyền đồng của quân Nguyễn, giết 40 người, làm bị thương hơn 90 người và 104 người bị mất tích. Thuyền Phật Lan Tây hôm sau bỏ đi, không bị truy đuổi. Đáng lưu ý, triều đình nhà Nguyễn không biết nước Phật Lan Tây là nước nào. Nước Pháp từ trước đến giờ chỉ được hiểu là nước Phú Lãng Sa. Do đó, bên cạnh việc ra lệnh tiếp tục cấm đạo Thiên chúa, triều đình cũng cấm tàu của nước Phật Lan Tây cập cảng (các nước Tây dương khác, kể cả Phú Lãng Sa, không bị ảnh hưởng). Ngoài ra, không có chỉ dụ nào về việc xử tử tất cả người theo đạo Thiên chúa đang bị giam giữ để trả đũa.
Một vài tháng sau Thiệu Trị lâm bệnh nặng.

## Qua đời
Theo sử nhà Nguyễn, con trai trưởng của ông là Nguyễn Phúc Hồng Bảo, một người ham chơi, mê cờ bạc, không chịu học hành. Vì vậy khi gọi các quan Trương Đăng Quế, Võ Văn Giải, Nguyễn Tri Phương và Lâm Duy Hiệp vào trăn trối, Thiệu Trị để di chiếu truyền ngôi cho con thứ là Nguyễn Phúc Hồng Nhậm. Hồng Bảo được tin đem binh vào, nhưng bị quan Phạm Thế Lịch giữ lại. Một mình Hồng Bảo vào lạy lục vua cha Thiệu Trị, nhưng ông quay mặt đi không trả lời. Hồng Bảo bị Phạm Thế Lịch và Vũ Văn Giải đưa vào hậu cung và giữ ở đó.
Thiệu Trị qua đời vào ngày 27 tháng 9 năm Đinh Mùi, tức 4 tháng 11 năm 1847, hưởng thọ 41 tuổi, miếu hiệu là Hiến Tổ (憲祖). Thụy hiệu của ông là Thiệu Thiên Long Vận Chí Thiện Thuần Hiếu Khoan Minh Duệ Đoán Văn Trị Vũ Công Thánh Triết Chương Hoàng đế (紹天隆運至善純孝寬明睿斷文治武功聖哲章皇帝). Sau khi mất, bài vị nhà vua được đưa vào thờ trong Thế Miếu. Lăng của ông là Xương Lăng, tọa lạc tại làng Cư Chánh, huyện Hương Thủy, tỉnh Thừa Thiên.

## Gia quyến

### Hậu cung
Dưới đây liệt kê những vị hậu phi đã sinh con cho vua Thiệu Trị. Ngoài ra, nhà vua còn nhiều thứ phi và cung nhân không được liệt kê trong Thế phả. Bài vị của những vị phi tần vô tự được thờ ở một gian trong Xương Lăng, tẩm lăng của vua Thiệu Trị.
| Phong hiệu                                                           | Thụy hiệu                                | Tên                  | Sinh mất                                  | Cha                                                                          | Ghi chú |
| -------------------------------------------------------------------- | ---------------------------------------- | -------------------- | ----------------------------------------- | ---------------------------------------------------------------------------- | --- |
| Nhất giai Quý phi (一階贵妃) Từ Dụ Hoàng thái hậu (慈裕皇太后)       | Nghi Thiên Chương Hoàng hậu (儀天章皇后) | Phạm Thị Hằng        | 20 tháng 6 năm 1810 – 12 tháng 5 năm 1902 | Lễ bộ Thượng thư Phạm Đăng Hưng                                              | Người Gia Định, là sinh mẫu của vua Tự Đức. Từ Cung tần, bà được sách phong làm Nhị giai Thành phi (二階誠妃) rồi tấn làm Nhất giai Quý phi (一階贵妃) đứng đầu hậu cung, trở thành Thái thái hoàng thái hậu dưới triều Thành Thái.                                                                                    |
| Nhất giai Lệnh phi (一階令妃)                                        | Huy Thuận (徽順)                         | Nguyễn Thị Nhậm      |                                           | Kinh Môn Quận công Nguyễn Văn Nhơn                                           | Người An Giang. Từ Cung tần, bà có thể đã được sách phong làm Nhị giai Trinh Phi rồi tấn làm Nhất giai Lệnh phi (一階令妃). Có duy nhất một con gái là An Thạnh Công chúa Nhàn Yên. |
| Nhất giai Lương phi (一階良妃)                                       | Huy Thuận (徽順)                         | Võ Thị Viên          | 5 tháng 11 năm 1815 – 22 tháng 3 năm 1880 | Phó Vệ úy Võ Hữu Linh                                                        | Người Thừa Thiên, sủng phi của vua Thiệu Trị từ khi còn ở tiềm để. Từ Cung tần, bà được sách phong làm Tam giai Lương tần (三階良嬪) rồi tấn làm Nhất giai Lương phi (一階良妃). |
| Nhị giai Thục phi (二階淑妃)                                         | Ý Thuận (懿順)                           | Nguyễn Thị Xuyên     | 24 tháng 7 năm 1808 – 30 tháng 9 năm 1885 | Chưởng cơ Nguyễn Văn Phụng                                                   | Người Quảng Bình, em của Nhu tần Nguyễn Thị Yên. Từ Cung tần, bà được sách phong làm Tam giai Đức tần (三階良嬪) rồi tấn làm Nhị giai Thục phi (二階淑妃). Bà là sinh mẫu của Thụy Thái vương Hồng Y, Tổ mẫu của vua Dục Đức, là Tằng tổ mẫu của vua Thành Thái, và là Cao tổ mẫu của vua Duy Tân.                     |
| Tam giai Quý tần (三階貴嬪)                                          |                                          | Đinh Thị Hạnh        | 1811-1838                                 | Không rõ lai lịch, một số tài liệu chép rằng, bà có họ hàng xa với bà Từ Dụ. | Sinh mẫu của An Phong Quận vương Hồng Bảo, người mang án phản nghịch dưới triều Tự Đức. |
| Tam giai Thụy tần (三階瑞嬪) Hoàng thái phi (皇太妃) Đoan tần (端嬪) |                                          | Trương Thị Thận      | 16 tháng 2 năm 1817 – 2 tháng 1 năm 1889  | Vệ úy Minh Đức hầu Trương Văn Minh                                           | Sinh mẫu của vua Hiệp Hòa, được tôn làm Hoàng thái phi sau khi con trai lên ngôi. Từ Cung tần, bà được sách phong làm Tứ giai Huy tần (四階徽嬪) rồi tấn làm Tam giai Thụy tần (三階瑞嬪). Sau khi vua Hiệp Hòa bị phế, bà cũng bị giáng lại Tần vị, phong hiệu được cải thành Đoan tần (端嬪).                        |
| Tam giai Đức tần (三階德嬪)                                          | Nhã Thuận (雅順)                         | Nguyễn Thị Huyên     | 1807 – 1892                               | Khoái Châu Quận công Nguyễn Đức Xuyên                                        | Người gốc Thừa Thiên nhưng từ đời ông nội đã chuyển vào Gia Định. Theo hồi ký của Nguyễn Đức Xuyên phụ thân bà, bà vào nội phủ năm 1822 khi được 16 tuổi. Từ Cung tần, bà được sách phong làm Tứ giai Ý tần (四階懿嬪) rồi tấn làm Tam giai Đức tần (三階德嬪).                                                        |
| Tam giai Kỷ tần (三階紀嬪)                                           | Trinh Tường (貞祥)                       | Trương Thị Vĩnh      |                                           |                                                                              | Còn có húy là Nghĩa, người Quảng Trị. Nguyên là một cung nhân không phẩm vị, vua Khải Định truy phong cho bà làm Tam giai Kỷ tần (三階紀嬪). Bà là sinh mẫu của Kiên Thái vương Hồng Cai và là Tổ mẫu của 3 vị vua: Kiến Phúc, Hàm Nghi và Đồng Khánh, Tằng tổ mẫu của vua Khải Định và là Cao tổ mẫu của vua Bảo Đại. |
| Tứ giai Nhu tần (四階柔嬪)                                           |                                          | Nguyễn Thị Yên       |                                           | Chưởng cơ Nguyễn Văn Phụng                                                   | Người Quảng Bình, chị của Thục phi Nguyễn Thị Xuyên. Từ Cung tần, bà được sách phong làm Tứ giai Nhu tần (四階柔嬪). |
| Ngũ giai Nhàn tần (五階嫻嬪)                                         |                                          | Phan Thị Kháng       |                                           | Cẩm y vệ Hiệu úy Phan Văn Phụng                                              | Người Quảng Nam, nhập cung vào đầu thời Thiệu Trị. |
| Ngũ giai Thuận tần (五階順嬪)                                        |                                          | Hoàng Thị Dĩnh       |                                           | Cẩm y Thiên hộ Hoàng Văn Quý                                                 | Người Quảng Bình, nhập cung vào đầu thời Thiệu Trị. Bà được an táng gần con gái là Tự Tân Công chúa Lương Huy. |
| Lục giai Tiệp dư (六階婕妤)                                          |                                          | Nguyễn Đình Thị Loan |                                           | Cẩm y vệ Hiệu úy Nguyễn Đình Thiện                                           | Người huyện Do Linh, Quảng Trị. |
| Lục giai Tiệp dư (六階婕妤)                                          |                                          | Hồ Thị Nghi          |                                           |                                                                              | Không có con nối nên không được ghi tên trong Thế phả. Bài vị của bà được đặt ở Xương Lăng. |
| Thất giai Quý nhân (七階貴人)                                        |                                          | Ngô Thị Xuân         |                                           |                                                                              | Còn có húy là Hạc. Không rõ lai lịch. |
| Cửu giai Tài nhân (九階才人)                                         | Thục Thuận (淑順)                        | Trương Thị Thúy      | 1810 – 1894                               | Chánh đội Trương Đình Tuyên                                                  | Người Thừa Thiên. |
| Cửu giai Tài nhân (九階才人)                                         | Thục Thuận (淑順)                        | Nguyễn Thị Kinh      |                                           | Nguyễn Duy Tân                                                               | Người huyện Hương Sơn, Hà Tĩnh. Bà mất dưới thời Tự Đức. Mộ táng tại phường Thủy Biều, Huế. |
| Cửu giai Tài nhân (九階才人)                                         | Lệnh Thuận (令順)                        | Mai Thị Tiêm         | 1814 – 1877                               | Mai Đức Triệu                                                                | Còn có húy là Thiều, người Thừa Thiên, nhập phủ Trường Khánh năm 1832. Năm 1843, bà được phong Tài nhân vị nhập giai (才人未入階); năm sau bị giáng làm Cung nhân. Bà mất dưới thời Tự Đức, được tặng làm Cửu giai Tài nhân (九階才人). Mộ táng tại phường Thủy Xuân, Huế.                                             |
| Tài nhân                                                             |                                          | Võ Thị Duyên         |                                           | Tiền phong Tri bạ Võ Khanh                                                   | Người huyện Diên Phước, Quảng Nam. |
| Tài nhân                                                             |                                          | Phan Thị Diệu        |                                           | Phó Vệ úy Phan Sách                                                          | Người huyện Diên Phước, Quảng Nam. |
| Tài nhân                                                             |                                          | Nguyễn Thị Phương    |                                           |                                                                              | Còn có húy là Hương. |
| Tài nhân                                                             |                                          | Nguyễn Thị Vị        |                                           |                                                                              | Còn có húy là Hương Nhi. |
| Tài nhân                                                             |                                          | Trần Thị Sâm         |                                           |                                                                              | Còn có húy là Cát Phúc. |
| Tài nhân                                                             |                                          | Phan Thị Thục        |                                           |                                                                              | |
| Tài nhân                                                             |                                          | Đỗ Thị Trinh         |                                           |                                                                              | |
| Tài nhân                                                             |                                          | Trương Thị Lương     |                                           |                                                                              | |
| Tài nhân                                                             |                                          | Nguyễn Thị Khuê      |                                           |                                                                              | |
| Tài nhân                                                             | Thục Thuận (淑順)                        | Phan Thị Quý         |                                           |                                                                              | Không có con nối nên không được ghi tên trong Thế phả. Bài vị của bà được đặt ở Xương Lăng. |
| Cung nhân                                                            |                                          | Nguyễn Viết Thị Lệ   | ? – 1872                                  | Nguyễn Viết Vạn                                                              | Còn có húy là Bản, người huyện Duy Xuyên, Quảng Nam; nhập phủ Trường Khánh năm 1825. Thiệu Trị đăng cơ, bà được sung làm Cung nhân. Năm 1843, bà được cho làm Cung nga ở Điển soạn Thượng diên viện. |
| Cung nhân                                                            |                                          | Nguyễn Thị Hân       |                                           |                                                                              | Đại Nam liệt truyện chép họ của bà là Nguyễn Hòa. Không rõ lai lịch. Mộ táng ở phường Thủy Xuân, Huế, gần tẩm của An Phục Công chúa Thận Huy, con gái của bà. |
| Cung nhân                                                            |                                          | Bùi Thị Bút          |                                           |                                                                              | |
| Cung nhân                                                            |                                          | Nguyễn Thị Huệ       |                                           |                                                                              | |
| Cung nhân                                                            |                                          | Hồ Thị Ý Nhi         | 1828-1847                                 |                                                                              | |
| Cung nhân                                                            |                                          | Nguyễn Thị Hương Nhị |                                           |                                                                              | |
| Cung nhân                                                            |                                          | Nguyễn Đức Thị Ân    |                                           |                                                                              | Không có con nối nên không được ghi tên trong Thế phả. Bài vị của bà được đặt ở Xương Lăng. |

### Hậu duệ
Vua Thiệu Trị có 64 người con, gồm 29 hoàng tử và 35 công chúa.

#### Hoàng tử.
| Số thứ tự | Tước hiệu                                                 | Thụy hiệu             | Tên                                                         | Sinh mất                                   | Mẹ                           | Bộ tự                   | Ghi chú |
| --------- | --------------------------------------------------------- | --------------------- | ----------------------------------------------------------- | ------------------------------------------ | ---------------------------- | ----------------------- | --- |
| 1         | An Phong Quận vương (安豐郡王)                            | Đoan Trang (端莊)     | Nguyễn Phúc Hồng Bảo (阮福洪保)                             | 19 tháng 4 năm 1825 – 1854                 | Quý tần Đinh Thị Hạnh        | Thốn (寸)               | Bị kết án âm mưu phản nghịch nên bị xử tử. Vợ con đều bị liên lụy.                                                                                      |
| 2         | Dực Tông Hoàng đế (翼宗皇帝)                              | Anh Hoàng đế (英皇帝) | Nguyễn Phúc Hồng Nhậm (阮福洪任) Nguyễn Phúc Thì (阮福時)   | 22 tháng 9 năm 1829 – 19 tháng 7 năm 1883  | Nghi Thiên Chương Hoàng hậu  | Thị (示/礻)             | Hoàng đế thứ tư của nhà Nguyễn. |
| 3         | Thái Thạnh Quận vương (泰盛郡王)                          | Trang Cung (莊恭)     | Nguyễn Phúc Hồng Phó (阮福洪付)                             | 20 tháng 4 năm 1833 – 8 tháng 5 năm 1890   | Tài nhân Trương Thị Thúy     | Cân (斤) / Mã (馬)      | Có 26 con trai, 29 con gái. |
| 4         | Thụy Thái vương (瑞太王)                                  | Đôn Chính (敦正)      | Nguyễn Phúc Hồng Y (阮福洪依)                               | 11 tháng 9 năm 1833 – 23 tháng 2 năm 1877  | Thục phi Nguyễn Thị Xuyên    | Hương (香) / Thạch (石) | Thân phụ của vua Dục Đức; tổ phụ của vua Thành Thái. Có 43 con trai, 24 con gái.                                                                        |
| 5         |                                                           |                       | Nguyễn Phúc Hồng Kiệm (阮福洪儉)                            | 5 tháng 10 năm 1834 – 28 tháng 5 năm 1842  | Tài nhân Đỗ Thị Trinh        |                         | |
| 6         | Hoằng Trị vương (弘治王)                                  |                       | Nguyễn Phúc Hồng Tố (阮福洪傃)                              | 25 tháng 10 năm 1834 – 18 tháng 9 năm 1922 | Quý nhân Ngô Thị Xuân        | Võng (网)               | Hoàng tử sống thọ nhất của vua Thiệu Trị. Có bốn con trai, 10 con gái                                                                                   |
| 7         | Vĩnh Quốc công (永國公)                                   | Lương Mẫn (良敏)      | Nguyễn Phúc Hồng Phi (阮福洪伾)                             | 12 tháng 2 năm 1835 – 19 tháng 4 năm 1863  | Tài nhân Nguyễn Thị Phương   | Phiến (片)              | Không con nối dõi. Thờ ở Thân Huân từ dưới triều Đồng Khánh.                                                                                            |
| 8         | Gia Hưng vương (嘉興王)                                   | Cung Túc (恭肅)       | Nguyễn Phúc Hồng Hưu (阮福洪休) Nguyễn Phúc Thuyên (阮福佺) | 2 tháng 10 năm 1835 – 9 tháng 5 năm 1885   | Lương phi Võ Thị Viên        | Hành (行)               | Thông dâm với em gái khác mẹ là Phục Lễ Công chúa Gia Phúc nên bị phế bỏ vị hiệu, sai khi qua đời mới được phục tước Vương. Có 10 con trai, 15 con gái. |
| 9         | Phong Lộc Quận công (豐祿郡公)                            | Cung Hậu (恭厚)       | Nguyễn Phúc Hồng Kháng (阮福洪伉)                           | 5 tháng 5 năm 1837 – 19 tháng 2 năm 1865   | Đoan tần Trương Thị Thận     | Tử (子)                 | Không con nối dõi; lấy công tử Ưng Học con vua Hiệp Hòa làm người thừa tự. Nổi tiếng với 6 bài thơ Thị học.                                             |
| 10        | An Phúc Quận vương (安福郡王)                             | Trang Cung (莊恭)     | Nguyễn Phúc Hồng Kiện (阮福洪健)                            | 6 tháng 5 năm 1837 – 15 tháng 7 năm 1895   | Lương phi Võ Thị Viên        | Củng (廾)               | Thân mật với hoàng thúc là Hải Quốc công Miên Tằng. Có 12 con trai, 10 con gái.                                                                         |
| 11        |                                                           |                       | Nguyễn Phúc Hồng Thiệu (阮福洪佋)                           | 6 tháng 5 năm 1837 – 12 tháng 9 năm 1837   | Tài nhân Trương Thị Lương    |                         | |
| 12        | Tuy Hòa Quận vương (綏和郡王)                             | Trang Cung (莊恭)     | Nguyễn Phúc Hồng Truyền (阮福洪傳)                          | 3 tháng 9 năm 1837 – 18 tháng 7 năm 1889   | Nhu tần Nguyễn Thị Yên       | Sam (彡)                | Có tám con trai, bốn con gái. |
| 13        |                                                           |                       | Nguyễn Phúc Hồng Bàng (阮福洪傍)                            | 30 tháng 6 năm 1838 – 21 tháng 7 năm 1853  | Lương phi Võ Thị Viên        | Chỉ (止)                | Mất khi chưa được sách phong. Thờ ở Triển Thân từ. |
| 14        |                                                           |                       | Nguyễn Phúc Hồng Tham (阮福洪傪)                            | 15 tháng 9 năm 1838 – 28 tháng 8 năm 1839  | Tài nhân Phan Thị Thục       |                         | Thờ ở Triển Thân từ. |
| 15        |                                                           |                       | Nguyễn Phúc Hồng Trước (阮福洪㒂)                           | Tảo thương                                 | không rõ                     |                         | |
| 16        | Hương Sơn Quận công (香山郡公)                            | Thông Lượng (通諒)    | Nguyễn Phúc Hồng Nghĩ (阮福洪儗)                            | 5 tháng 8 năm 1839 – 22 tháng 10 năm 1864  | Tài nhân Võ Thị Duyên        | Đao (刀)                | Có hai con gái. Thờ ở Thân Huân từ. |
| 17        |                                                           |                       | Nguyễn Phúc Hồng Thị (阮福洪侍)                             | 10 tháng 1 năm 1839 – 8 tháng 7 năm 1842   | Tài nhân Nguyễn Thị Vị       |                         | Tẩm mộ ở Dương Xuân (Hương Thủy, Thừa Thiên). |
| 18        | Mỹ Lộc Quận công (美祿郡公)                               | Đôn Thân (敦慎)       | Nguyễn Phúc Hồng Tiệp (阮福洪倢)                            | 14 tháng 3 năm 1840 – 15 tháng 8 năm 1863  | Tài nhân Trần Thị Sâm        | Đẩu (斗)                | Có một con gái Thờ ở Thân Huân từ. |
| 19        |                                                           |                       | Tảo thương                                                  | Tảo thương                                 |                              |                         | |
| 20        |                                                           |                       | Nguyễn Phúc Hồng Thụ (阮福洪𠊪)                             | 22 tháng 10 năm 1842 – 26 tháng 8 năm 1843 | Lương phi Võ Thị Viên        |                         | Tẩm mộ ở Cư Chính (Hương Thủy, Thừa Thiên). |
| 21        |                                                           |                       | Nguyễn Phúc Hồng Kỳ (阮福洪僟)                              | 12 tháng 1 năm 1843 – 19 tháng 5 năm 1843  | Thục phi Nguyễn Thị Xuyên    |                         | Tẩm mộ ở Cư Chính (Hương Thủy, Thừa Thiên). |
| 22        |                                                           |                       | Nguyễn Phúc Hồng Từ (阮福洪俆)                              | 20 tháng 11 năm 1843 – 3 tháng 11 năm 1847 | Thuận tần Hoàng Thị Dĩnh     |                         | |
| 23        | Kỳ Phong Quận công (奇峰郡公)                             | Cung Lượng (恭亮)     | Nguyễn Phúc Hồng Đĩnh (阮福洪侹)                            | 2 tháng 12 năm 1843 – 18 tháng 4 năm 1884  | Tiệp dư Nguyễn Đình Thị Loan | Nhân (儿)               | Tính tình kiêu căng, ỷ thế. Bị đoạt tước nhiều lần. Có bảy con trai, ba con gái.                                                                        |
| 24        |                                                           |                       | Tảo thương                                                  | Tảo thương                                 |                              |                         | |
| 25        | Phú Lương công (富良公)                                   | Cung Túc (恭肅)       | Nguyễn Phúc Hồng Diêu (阮福洪傜)                            | 16 tháng 6 năm 1845 – 5 tháng 7 năm 1875   | Đức tần Nguyễn Thị Huyên     | Lỗi (耒)                | Có sáu con trai, bốn con gái. Gia phả NPT. Phòng Phú Lương Công                                                                                         |
| 26        | Kiên Thái vương (堅太王)                                  | Thuần Nghị (純毅)     | Nguyễn Phúc Hồng Cai (阮福洪侅)                             | 13 tháng 12 năm 1845 – 15 tháng 5 năm 1876 | Kỷ tần Trương Thị Vĩnh       | Đậu (豆)                | Thân phụ của 3 vua: Kiến Phúc, Đồng Khánh, Hàm Nghi. Có năm con trai, bảy con gái.                                                                      |
| 27        |                                                           |                       | Tảo thương                                                  | Tảo thương                                 |                              |                         | |
| 28        |                                                           |                       | Nguyễn Phúc Hồng Nghê (阮福洪倪)                            | 19 tháng 5 năm 1847 – 26 tháng 9 năm 1847  | Cung nhân Bùi Thị Bút        |                         | |
| 29        | Hiệp Hòa Phế đế (協和廢帝) Văn Lãng Quận vương (文朗郡王) | Trang Cung (莊恭)     | Nguyễn Phúc Hồng Dật (阮福洪佚) Nguyễn Phúc Thăng 阮福昇    | 1 tháng 11 năm 1847 – 29 tháng 11 năm 1883 | Đoan tần Trương Thị Thận     | Thập (十) / Ngưu (牛)   | Hoàng đế thứ sáu của nhà Nguyễn. Bị quyền thần phế truất và bức tử. Có 11 con trai, sáu con gái.                                                        |

#### Hoàng nữ
| Số thứ tự | Phong hiệu                       | Thụy hiệu         | Tên                                                               | Sinh mất            | Mẹ                             | Ghi chú |
| --------- | -------------------------------- | ----------------- | ----------------------------------------------------------------- | ------------------- | ------------------------------ | --- |
| 1         | Diên Phúc Công chúa (延福公主)   | Đoan Nhã (端雅)   | Nguyễn Phúc Tĩnh Hảo (阮福静好)                                   | 1824 – 1847         | Nghi Thiên Chương Hoàng hậu    | Công chúa là người thông minh, dịu dàng, lễ phép. Lấy Nguyễn Văn Ninh; không có con nối dõi. |
| 2         | An Thạnh Công chúa (安盛公主)    |                   | Nguyễn Phúc Nhàn Yên (阮福嫻嫣)                                   | ? – ?               | Lệnh phi Nguyễn Thị Nhậm       | Sử sách không chép nhiều thông tin về công chúa. Lấy Tạ Quang Ân, con trai của Trung quân Tạ Quang Cự. |
| 3         |                                  |                   | Nguyễn Phúc Uyên Ý (阮福淵懿)                                     | 1826 – 1829         | Nghi Thiên Chương Hoàng hậu    | Trước được thờ tại Lệ Thục từ, về sau thờ tại chùa Diệu Đế. |
| 4         | An Mỹ Công chúa (安美公主)       |                   | Nguyễn Phúc Huy Nhu (阮福徽柔)                                    | 1826 – 1885         | Thục phi Nguyễn Thị Xuyên      | Tuổi nhỏ mà đoan trang, nhu thuận, có nữ tắc, được cha yêu. Lấy Trương Quang Trụ, con của Trương Đăng Quế; có hai con trai, hai con gái. |
| 5         |                                  |                   | Nguyễn Phúc Thúy Diêu (阮福翠姚)                                  | 1830 – 1833         | không rõ                       | Thờ tại Lệ Thục từ. |
| 6         |                                  |                   | Nguyễn Phúc Phương Nghiên (阮福芳妍)                              | 1830 – 1832         | Tài nhân Nguyễn Thị Kinh       | Thờ tại Lệ Thục từ. |
| 7         |                                  |                   | Nguyễn Phúc Ái Chân (阮福愛嫃)                                    | 1830 – 1834         | Quý tần Đinh Thị Hạnh          | Thờ tại Lệ Thục từ. |
| 8         | Hoài Chính Công chúa (懷正公主)  | Mỹ Thục (美淑)    | Nguyễn Phúc Nhã Viện (阮福雅媛)                                   | 1832 – 1875         | Nhu tần Nguyễn Thị Yên         | Công chúa là người nhàn lệ đoan thục, biết giữ nữ tắc. Lấy Võ Văn Chuyên, con của Võ Văn Giải; có ba con trai, một con gái. |
| 9         | Thuận Chính Công chúa (順正公主) | Trang Tĩnh (莊靜) | Nguyễn Phúc Thanh Đề (阮福清媞)                                   | 1833 – 1869         | Tài nhân Nguyễn Thị Khuê       | Chúa là người hòa thuận, điềm đạm, thành thật, thuộc lời mẹ dạy. Lấy Trần Văn Thứ; có ba con trai, hai con gái. |
| 10        |                                  |                   | Nguyễn Phúc Thục Nghiên (阮福淑𡛢)                                | 1833 – 1836         | Quý tần Đinh Thị Hạnh          | Thờ tại Lệ Thục từ. |
| 11        |                                  |                   | Nguyễn Phúc Sính Đình (阮福娉婷)                                  | 1834 – 1836         | Tài nhân Phan Thị Diệu         | Thờ tại Lệ Thục từ. |
| 12        |                                  |                   | Tảo thương                                                        | Tảo thương          |                                | |
| 13        |                                  |                   | Nguyễn Phúc Ủy Thanh (阮福婑婧)                                   | 1835 – 1837         | Đoan tần Trương Thị Thận       | Thờ tại Lệ Thục từ. |
| 14        |                                  |                   | Tảo thương                                                        | Tảo thương          |                                | |
| 15        | Quy Chính Công chúa (歸正公主)   | Mỹ Thục (美淑)    | Nguyễn Phúc Lệ Nhàn (阮福麗嫻)                                    | 1836 – 1882         | Tài nhân Nguyễn Thị Khuê       | Lấy Nguyễn Văn Duy; có một con trai. Có lẽ người con này mất sớm nên công chúa được thờ ở Triển Thân từ. |
| 16        |                                  |                   | Nguyễn Phúc Trang Ly (阮福莊孋)                                   | 1837 – 1838         | không rõ                       | Thờ tại Lệ Thục từ. |
| 17        | Mậu Lâm Công chúa (茂林公主)     | Mỹ Thục (美淑)    | Nguyễn Phúc Đoan Cẩn (阮福端嫤).                                  | 1838 – 1913         | Tài nhân Nguyễn Thị Kinh       | Lấy Nguyễn Khoa Kiểm. |
| 18        | Phú Lệ Công chúa (富麗公主)      | Mỹ Thục (美淑)    | Nguyễn Phúc Đôn Trinh (阮福敦貞) Nguyễn Phúc Diễm Giai (阮福艷媘) | 1838 – 1890         | Đức tần Nguyễn Thị Huyên       | Công chúa là người đôn hậu khiêm cung, biết giữ lễ giáo. Lấy Nguyễn Cửu Toản; có một con trai, ba con gái. |
| 19        |                                  |                   | Nguyễn Phúc Liêu Diệu (阮福嫽妙)                                  | 1838                | Đoan tần Trương Thị Thận       | Thờ tại Lệ Thục từ. |
| 20        |                                  |                   | Nguyễn Phúc Uyển Như (阮福婉如)                                   | 1839 – 1852         | Cung nhân Mai Thị Tiêm         | Thờ tại Lệ Thục từ. |
| 21        | Quảng Thi Công chúa (廣施公主)   | Mỹ Thục (美淑)    | Nguyễn Phúc Thanh Cật (阮福清姞)                                  | 1839 – 1879         | Tiệp dư Nguyễn Đình Thị Loan   | Lấy Trương Văn Chất; có sáu con trai, ba con gái. |
| 22        |                                  |                   | Nguyễn Phúc Nhàn Nhã (阮福嫻雅)                                   | 1839 – 1840         | Đoan tần Trương Thị Thận       | Thờ tại Lệ Thục từ. |
| 23        | An Phục Công chúa (安馥公主)     | Nhàn Trinh (嫻貞) | Nguyễn Phúc Thận Huy (阮福慎徽)                                   | 1840 – 1857         | Cung nhân Nguyễn Thị Hân       | Chúa còn nhỏ mà đoan nhã, nhưng lấy chồng được 2 năm thì mất. Thờ ở Triển Thân từ, sau chuyển sang thờ ở Thân Huân từ. Lấy Nguyễn Đức Duật; có một con gái. |
| 24        | Đồng Phú Công chúa (同富公主)    | Mỹ Thục (美淑)    | Nguyễn Phúc Ý Phương (阮福懿芳)                                   | 1840 – 1915         | Lương phi Võ Thị Viên          | Lấy Trần Quang Phổ. |
| 25        | Xuân Lâm Công chúa (春林公主)    | Tuệ Thục (慧淑)   | Nguyễn Phúc Trinh Huy (阮福貞徽)                                  | 1841 – 1858         | Cung nhân Nguyễn Thị Lệ        | Lấy chồng được 1 năm thì mất. Thờ ở Triển Thân từ, sau chuyển sang thờ ở Thân Huân từ. Lấy Trần Hương; không có con nối dõi. |
| 26        | Tự Tân Công chúa (自新公主)      |                   | Nguyễn Phúc Lương Huy (阮福良徽)                                  | 1841 – sau năm 1899 | Thuận tần Hoàng Thị Dĩnh       | Không rõ hôn sự. |
| 27        | Tuy Lộc Công chúa (綏祿公主)     | Mỹ Thục (美淑)    | Nguyễn Phúc Đoan Lương (阮福端良)                                 | 1842 – 1894         | Thuận tần Hoàng Thị Dĩnh       | Lấy Nguyễn Trọng Khoa; có ba con trai, hai con gái. |
| 28        |                                  |                   | Nguyễn Phúc Trang Nhã (阮福莊雅)                                  | 1842 – 1843         | Cung nhân Nguyễn Thị Hương Nhị | |
| 29        |                                  |                   | Nguyễn Phúc Thục Trang (阮福淑莊)                                 | 1843 – 1847         | Tài nhân Trương Thị Lương      | Thờ tại Lệ Thục từ. |
| 30        |                                  |                   | Nguyễn Phúc Phương Thanh (阮福芳聲)                               | 1843 – 1850         | Nhàn tần Phan Thị Kháng        | |
| 31        | Lạc Thành Công chúa (樂成公主)   |                   | Nguyễn Phúc Nhàn Đức (阮福嫻德)                                   | ? – sau năm 1899    | Đoan tần Trương Thị Thận       | Không rõ hôn sự và năm sắc phong. |
| 32        |                                  |                   | Nguyễn Phúc Minh Tư (阮福明姿)                                    | 1845                | Lương phi Võ Thị Viên          | Thờ tại Lệ Thục từ |
| 33        |                                  |                   | Nguyễn Phúc Điềm Uyên (阮福恬淵)                                  | 1846 – 1850         | Cung nhân Nguyễn Thị Huệ       | Thờ tại Lệ Thục từ |
| 34        | Thuận Mỹ Công chúa (順美公主)    | Trinh Uyển (貞婉) | Nguyễn Phúc Phúc Huy (阮福福徽)                                   | 1846 – 1870         | Thuận tần Hoàng Thị Dĩnh       | Công chúa là người đoan trang trinh tĩnh, lại biết giữ đạo làm vợ, ai nấy đều khen ngợi. Lấy Nguyễn Đình Tiếp, con của Nguyễn Đình Tân; có hai con trai, một con gái. |
| 35        | Phục Lễ Công chúa (復禮公主)     | Mỹ Thục (美淑)    | Nguyễn Phúc Gia Phúc (阮福嘉福)                                   | 1847 – 1888         | Cung nhân Hồ Thị Ý Nhi         | Ban đầu, được sách phong làm Đồng Xuân Công chúa (同春公主). Lấy Nguyễn Lâm, con của Nguyễn Tri Phương; có ba con trai, hai con gái. Chồng mất, công chúa thông dâm với anh khác mẹ là Gia Hưng vương Hồng Hưu nên bị phế làm thứ nhân. Đồng Khánh gia ơn phục vị Công chúa. |